# Dhaiso jezik
Dhaiso jezik (ISO 639-3: dhs; Daiso, Daisu, Kidhaiso, Segeju, Sengeju), nigersko-kongoanski jezik koji se govori u tanzanijskoj regiji Tanga u selima Bwiti i Magati koja se nalaze na sjevernoj strani podnožja planina Usambara. Sami svoj jezik oni nazivaju Kisegeju i rodni su narodu Segeju.
Dhaiso pripada u prave bantu jezike i nekada klasificiran podskupini Kikuyu-Kamba (E.20), a danas ppodskupini Kikuyu-Kamba (E.56), čiji je jedini predstavnik. Godine 1999 govorilo ga je 5 000 ili manje ljudi iz plemena Dhaiso. U školama se ne uči a u upotrebi je i swahili.

## Vanjske poveznice
- Ethnologue 14th[neaktivna poveznica]
- Ethnologue 15th  Arhivirana inačica izvorne stranice od 4. ožujka 2016. (Wayback Machine)
- Ethnologue 16th[neaktivna poveznica]
- Ethnologue 17th